# Francastel
Francastel est une commune française située dans le département de l'Oise en région Hauts-de-France.

## Géographie

### Description

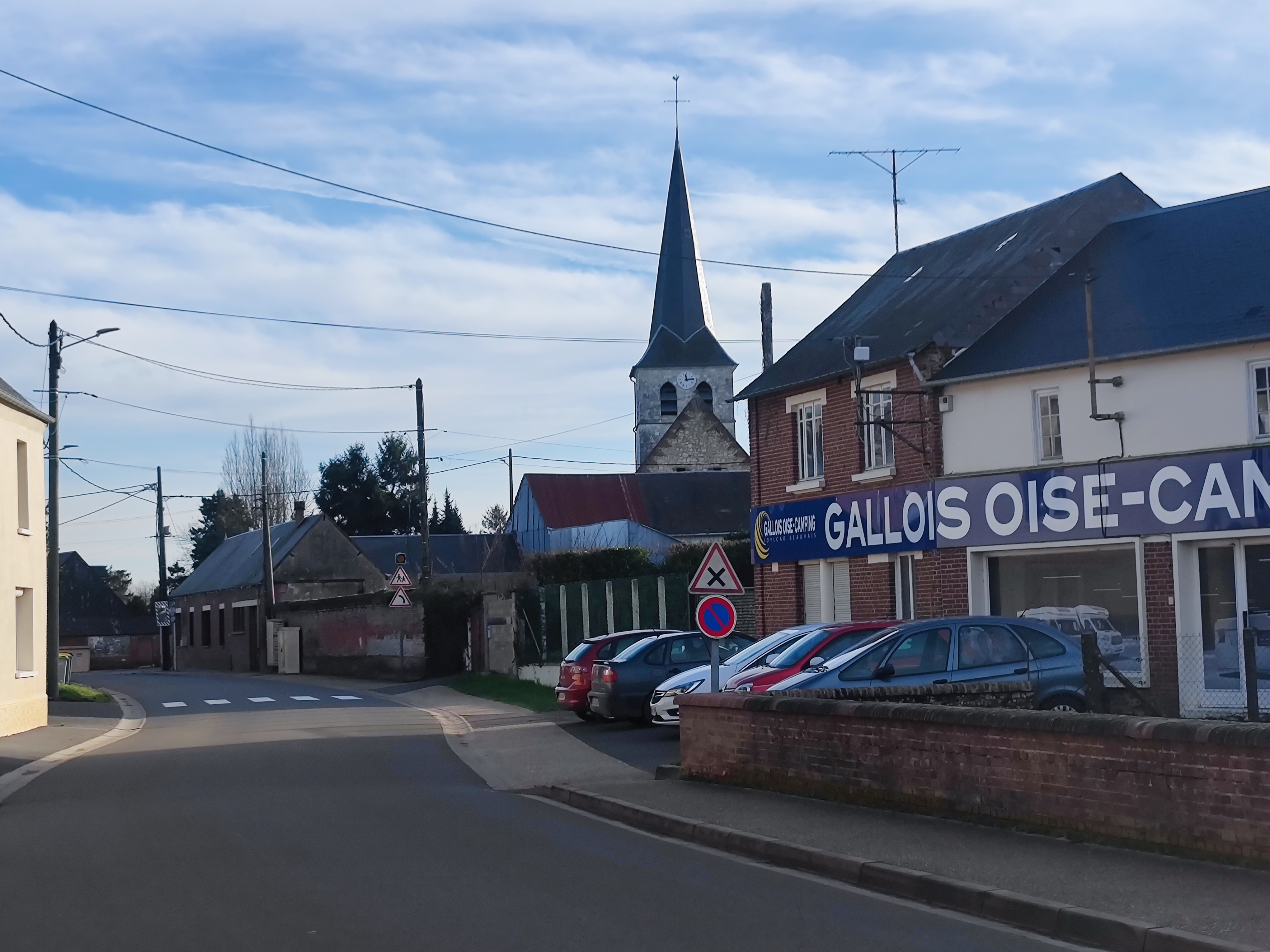
Ambiance du village : la rue de Beauvais, l'entreprise Oise Camping et le clocher de l'église.

Francastel est un village agricole du Plateau picard, jouxtant à l'est  Crèvecœur-le-Grand et situé à 18 km à vol d'oiseau au nord de Beauvais, 6 km au nord-ouest de Froissy, 12 km au sud-ouest de Breteuil et 36 km au sud d'Amiens.
Il est aisément accessible par l'échangeur  16 de l'autoroute A16 et l'ancienne route nationale 30 (actuelle RD 930) qui passe au nord du territoire communal. La route départementale 151 reliant Crèvecœur-le-Grand à Froissy et la RD 11 desservent le village.
En 1836, Louis Graves indiquait « le territoire forme une plaine étendue, productive, d'une exploitation facile. Le chef-lieu, rapproché de la limite d'Oursel-Maison (...), comprend une douzaine de rues larges, assez bien alignées, garnies de plantations ».

### Communes limitrophes
| Viefvillers Crèvecœur-le-Grand | Domeliers  | Oursel-Maison            |
| Rotangy                        | Francastel | Puits-la-Vallée          |
| Auchy-la-Montagne Luchy        | Maulers    | Lachaussée-du-Bois-d'Écu |

### Hydrographie
La commune est traversée par la ligne de partage des eaux entre les bassins hydrographiques Artois-Picardie et Seine-Normandie. Elle n'est drainée par aucun cours d'eau.

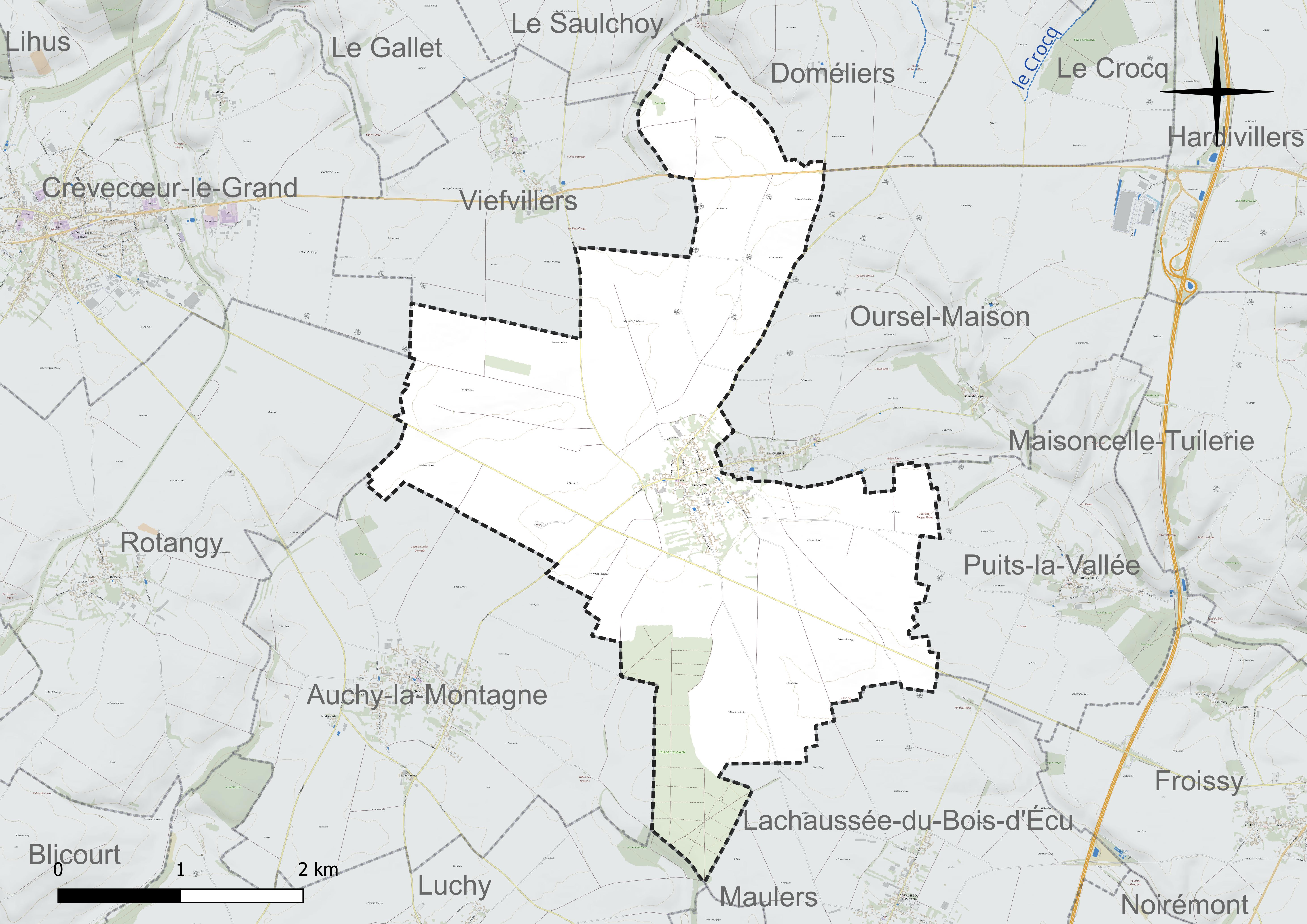
Réseau hydrographique de Francastel.

### Climat
Pour des articles plus généraux, voir Climat des Hauts-de-France et Climat de l'Oise.
En 2010, le climat de la commune est de type climat océanique dégradé des plaines du Centre et du Nord, selon une étude du CNRS s'appuyant sur une série de données couvrant la période 1971-2000. En 2020, Météo-France publie une typologie des climats de la France métropolitaine dans laquelle la commune est exposée à un climat océanique et est dans la région climatique Nord-est du bassin Parisien, caractérisée par un ensoleillement médiocre, une pluviométrie moyenne régulièrement répartie au cours de l'année et un hiver froid (3 °C).
Pour la période 1971-2000, la température annuelle moyenne est de 10 °C, avec une amplitude thermique annuelle de 14,3 °C. Le cumul annuel moyen de précipitations est de 789 mm, avec 12,3 jours de précipitations en janvier et 8,5 jours en juillet. Pour la période 1991-2020, la température moyenne annuelle observée sur la station météorologique la plus proche, située sur la commune de Tillé à 14 km à vol d'oiseau, est de 11,0 °C et le cumul annuel moyen de précipitations est de 655,5 mm,. Pour l'avenir, les paramètres climatiques de la commune estimés pour 2050 selon différents scénarios d'émission de gaz à effet de serre sont consultables sur un site dédié publié par Météo-France en novembre 2022.

## Urbanisme

### Typologie
Au 1er janvier 2024, Francastel est catégorisée commune rurale à habitat dispersé, selon la nouvelle grille communale de densité à sept niveaux définie par l'Insee en 2022.
Elle est située hors unité urbaine. Par ailleurs la commune fait partie de l'aire d'attraction de Beauvais, dont elle est une commune de la couronne,. Cette aire, qui regroupe 162 communes, est catégorisée dans les aires de 50 000 à moins de 200 000 habitants,.

### Occupation des sols
L'occupation des sols de la commune, telle qu'elle ressort de la base de données européenne d'occupation biophysique des sols Corine Land Cover (CLC), est marquée par l'importance des territoires agricoles (86,7 % en 2018), une proportion sensiblement équivalente à celle de 1990 (86,9 %). La répartition détaillée en 2018 est la suivante : 
terres arables (83,9 %), forêts (8,3 %), zones urbanisées (5 %), prairies (2,8 %). L'évolution de l'occupation des sols de la commune et de ses infrastructures peut être observée sur les différentes représentations cartographiques du territoire : la carte de Cassini (XVIIIe siècle), la carte d'état-major (1820-1866) et les cartes ou photos aériennes de l'IGN pour la période actuelle (1950 à aujourd'hui).

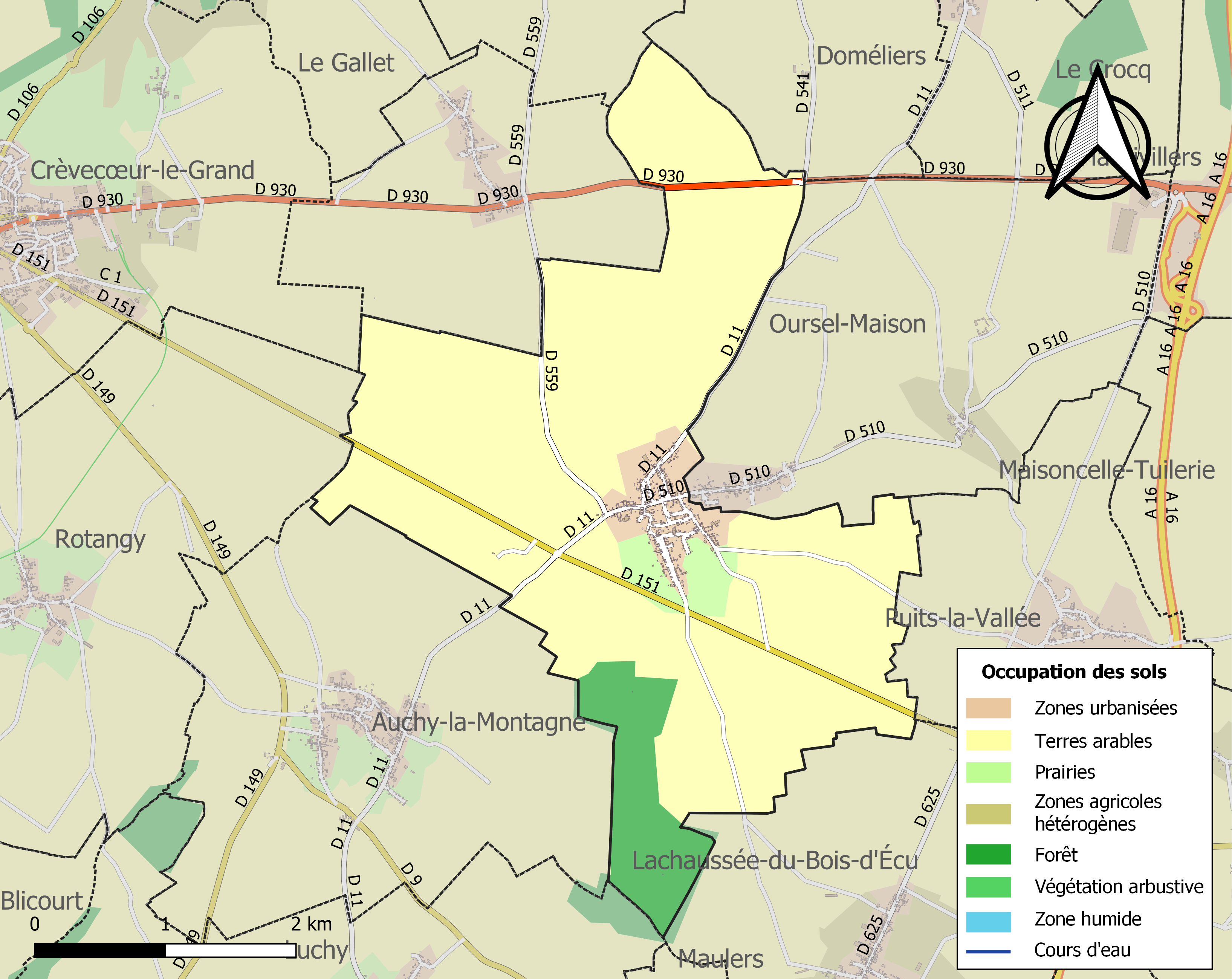
Carte des infrastructures et de l'occupation des sols de la commune en 2018 (CLC).

### Habitat et logement
En 2019, le nombre total de logements dans la commune était de 224, alors qu'il était de 213 en 2014 et de 186 en 2009.
Parmi ces logements, 88,8 % étaient des résidences principales, 6,8 % des résidences secondaires et 4,4 % des logements vacants. Ces logements étaient pour 98,2 % d'entre eux des maisons individuelles et pour 0,9 % des appartements.
Le tableau ci-dessous présente la typologie des logements à Francastel en 2019 en comparaison avec celle de l'Oise et de la France entière. Une caractéristique marquante du parc de logements est ainsi une proportion de résidences secondaires et logements occasionnels (6,8 %) supérieure à celle du département (2,4 %) et inférieure à celle de la France entière (9,7 %). Concernant le statut d'occupation de ces logements, 76,7 % des habitants de la commune sont propriétaires de leur logement (75,1 % en 2014), contre 61,4 % pour l'Oise et 57,5 pour la France entière.
| Typologie                                               | Francastel | Oise | France entière |
| ------------------------------------------------------- | ---------- | ---- | -------------- |
| Résidences principales (en %)                           | 88,8       | 90,4 | 82,1           |
| Résidences secondaires et logements occasionnels (en %) | 6,8        | 2,4  | 9,7            |
| Logements vacants (en %)                                | 4,4        | 7,1  | 8,2            |

### Voies de communication et transports
La commune est desservie, en 2023, par la ligne 531 et le service de transport à la demande Corolis à la demande - Zone Nord du réseau Corolis et par les lignes 615, 616, 6103 et 6109 du réseau interurbain de l'Oise.

## Toponymie

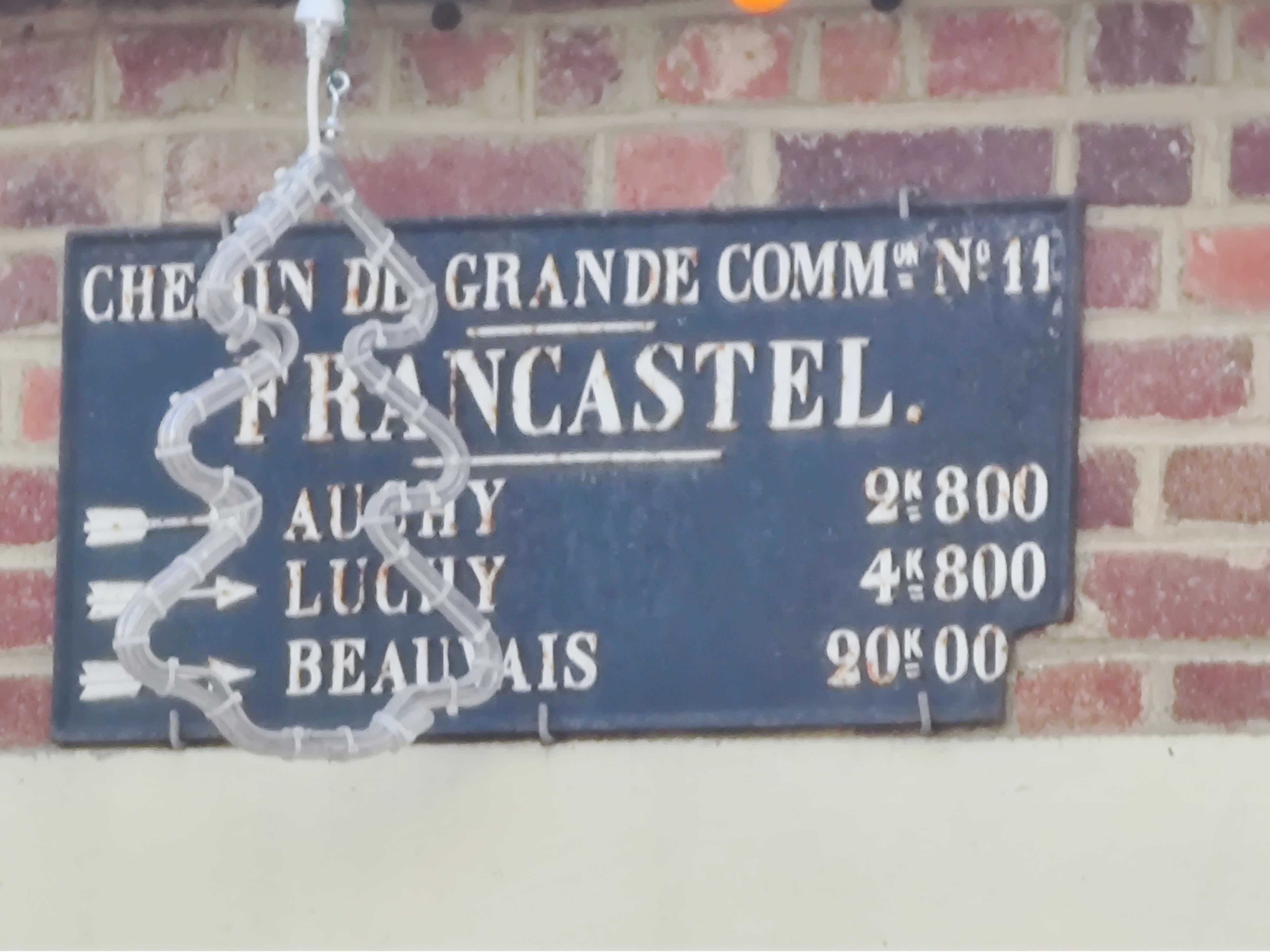
Plaque de cocher, sur la mairie.

La localité a été désignée sous les noms de Francatel, Le Francastel, Franchastel (Francum Castrum, Francocastellum).
Le seigneur du lieu avait exempté des redevances féodales les habitants de sa seigneurie.

## Histoire

### Moyen Âge
Francastel relève de l'ancien comté de Breteuil
Louis Graves indique « Francastel était une ancienne châtellenie du comté de Breteuil ; les comtes avaient la haute justice dans le bourg , et l'abbaye de Breteuil dans la Neuverue qui conduit à :Oursel-Maison , Selon une transaction de 1534. Cette Neuverue dépend en entier:d'Oursel-Maison depuis le quinzième siècle
 On pense que primitivement le village occupait l'emplacement du cimetière actuel, à un quart  de lieue sur le chemin d'Auchy, et qu'il fut détruit par les Normands. La construction d'un château considérable eut lieu plus tard et attira sans doute la population sous son abri ».
Ce château est endommagé par la Jacquerie, puis par les Bourguignons qui le détruisent en 1472.
Le village jouxte La Neuve-Rue, hameau d'Oursel-Maison, mais qui faisait autrefois partie de Francastel. En effet,  le seigneur de Francastel, ruiné par les guerres, est obligé de céder le hameau à sa sœur, abbesse de Saint-Cyr, près de Paris. Celle-ci, grâce à l'abbé de Notre-Dame de Breteuil, réunit Oursel et La Neuve-Rue.

### Époque contemporaine
En 1834, on compte trois moulins à vent dans la commune. La population a une importante activité de filage de laine et une petite activité de fabrication de Bonneterie.
Le village bénéficie de 1911 à 1961 de la gare de Francastel-Ourcel, sur le chemin de fer secondaire à voie métrique reliant Estrées-Saint-Denis - Froissy - Crèvecœur-le-Grand du réseau des chemins de fer départementaux de l'Oise.
| La gare, au début du XXe siècle. | Train en gare, à la même époque. | Ligne Saint-Just - Crèvecœur Horaire de 1938. |
| -------------------------------- | -------------------------------- | --------------------------------------------- |
|                                  |                                  |                                               |

## Politique et administration

### Rattachements administratifs et électoraux

#### Rattachements administratifs
La commune se trouve  dans l'arrondissement de Beauvais du département de l'Oise.
Elle faisait partie depuis 1801 du canton de Crèvecœur-le-Grand. Dans le cadre du redécoupage cantonal de 2014 en France, cette circonscription administrative territoriale a disparu, et le canton n'est plus qu'une circonscription électorale.

#### Rattachements électoraux
Pour les élections départementales, la commune fait partie depuis 2014 du canton de Saint-Just-en-Chaussée.
Pour l'élection des députés, elle fait partie de la première circonscription de l'Oise..

### Intercommunalité
La commune faisait partie de la communauté de communes de Crèvecœur-le-Grand Pays Picard A16 Haute Vallée de la Celle créée fin 1992.
Dans le cadre des dispositions de la loi portant nouvelle organisation territoriale de la République (Loi NOTRe) du 7 août 2015, qui prévoit que les établissements publics de coopération intercommunale (EPCI) à fiscalité propre doivent avoir un minimum de 15 000 habitants, le préfet de l'Oise a publié en octobre 2015 un projet de nouveau schéma départemental de coopération intercommunale, qui prévoit la fusion de plusieurs intercommunalités, et notamment celle de Crèvecœur-le-Grand (CCC) et celle des Vallées de la Brèche et de la Noye (CCVBN), soit une intercommunalité de 61 communes pour une population totale de 27 196 habitants.
Après avis favorable de la majorité des conseils communautaires et municipaux concernés(et malgré les souhaits de la commune, qui aurait souhaité être rattachée à la communauté d'agglomération du Beauvaisis), cette intercommunalité dénommée communauté de communes de l'Oise picarde (CCOP)  est créée au 1er janvier 2017 et comprend la commune.
Toutefois, la commune et huit autres issues de l'ex-CCC, qui font partie de l'aire urbaine de Beauvais, protestent contre leur intégration au sein de la CCOP, et demandent leur rattachement à la communauté d'agglomération du Beauvaisis (CAB), en soulignant leur proximité territoriale avec la ville préfecture, et afin de voir leurs administrés profiter des équipements et des projets portés par la CAB tout en évitant une forte augmentation de leur fiscalité locale liée à l'harmonisation des taux de ces impôts entre l'ex-CCC et l'ex-CCVBN.
Au terme de ce processus, la commune intègre le 1er janvier 2018 la communauté d'agglomération du Beauvaisis, la portant ainsi à 53 communes.

### Liste des maires
| Période                                  | Période                         | Identité          | Étiquette | Qualité                                                                                                 |
| ---------------------------------------- | ------------------------------- | ----------------- | --------- | --- |
| Les données manquantes sont à compléter. |                                 |                   |           | |
| mars 1989                                | En cours (au 13 septembre 2022) | Hubert Vanysacker |           | Agriculteur. Vice-président de la CC de Crèvecœur-le-Grand (2014 → 2016) Réélu pour le mandat 2020-2026 |

### Politique environnementale
En 2016, l'éclairage public de la commune a été renouvelé par le syndicat d'électrification de l'Oise avec des luminaires à LED, qui a permis de doubler le nombre de candélabres pour la même consommation énergétique, aboutissant à une meilleure uniformisation de l'éclairage tout en supprimant les « trous noirs ».

## Équipements et services publics

### Enseignement

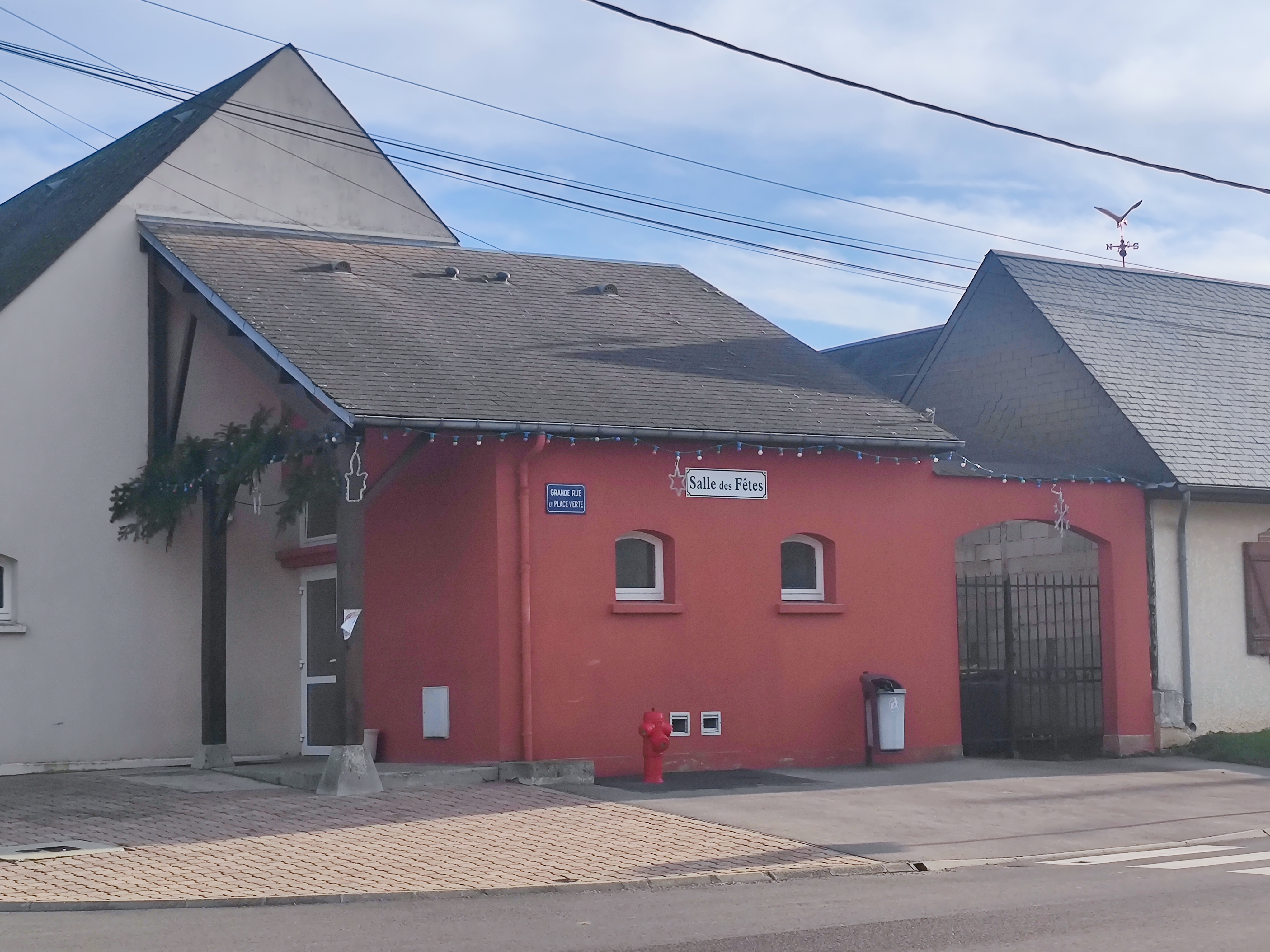
La salle des fêtes.

Les enfants du village sont scolarisés au sein d'un regroupement pédagogique intercommunal (RPI), qui regroupe en 2018 Viefvillers, Francastel, Le Saulchoy et Le Gallet.

### Autres équipements
Depuis 2019, l'association l'Envol accueille et soigne les animaux sauvages retrouvés blessés,.

## Population et société

### Démographie

#### Évolution démographique
L'évolution du nombre d'habitants est connue à travers les recensements de la population effectués dans la commune depuis 1793. Pour les communes de moins de 10 000 habitants, une enquête de recensement portant sur toute la population est réalisée tous les cinq ans, les populations de référence des années intermédiaires étant quant à elles estimées par interpolation ou extrapolation. Pour la commune, le premier recensement exhaustif entrant dans le cadre du nouveau dispositif a été réalisé en 2005.

En 2022, la commune comptait 499 habitants, en évolution de +3,96 % par rapport à 2016 (Oise : +0,87 %, France hors Mayotte : +2,11 %).
| 1793  | 1800 | 1806 | 1821 | 1831 | 1836 | 1841 | 1846 | 1851 |
| ----- | ---- | ---- | ---- | ---- | ---- | ---- | ---- | ---- |
| 1 021 | 998  | 975  | 931  | 923  | 870  | 828  | 827  | 819  |

| 1856 | 1861 | 1866 | 1872 | 1876 | 1881 | 1886 | 1891 | 1896 |
| ---- | ---- | ---- | ---- | ---- | ---- | ---- | ---- | ---- |
| 751  | 738  | 665  | 582  | 537  | 574  | 523  | 510  | 481  |

| 1901 | 1906 | 1911 | 1921 | 1926 | 1931 | 1936 | 1946 | 1954 |
| ---- | ---- | ---- | ---- | ---- | ---- | ---- | ---- | ---- |
| 433  | 424  | 409  | 376  | 366  | 336  | 357  | 342  | 333  |

| 1962 | 1968 | 1975 | 1982 | 1990 | 1999 | 2005 | 2006 | 2010 |
| ---- | ---- | ---- | ---- | ---- | ---- | ---- | ---- | ---- |
| 307  | 276  | 276  | 320  | 363  | 384  | 403  | 405  | 417  |

| 2015 | 2020 | 2022 | - | - | - | - | - | - |
| ---- | ---- | ---- | - | - | - | - | - | - |
| 477  | 497  | 499  | - | - | - | - | - | - |

#### Pyramide des âges
La population de la commune est relativement jeune.
En 2018, le taux de personnes d'un âge inférieur à 30 ans s'élève à 37,8 %, soit au-dessus de la moyenne départementale (37,3 %). À l'inverse, le taux de personnes d'âge supérieur à 60 ans est de 20,1 % la même année, alors qu'il est de 22,8 % au niveau départemental.
En 2018, la commune comptait 251 hommes pour 233 femmes, soit un taux de 51,86 % d'hommes, largement supérieur au taux départemental (48,89 %).
Les pyramides des âges de la commune et du département s'établissent comme suit.
| Hommes | Classe d’âge | Femmes |
| ------ | ------------ | ------ |
| 0,0    | 90 ou +      | 2,1    |
| 3,1    | 75-89 ans    | 5,0    |
| 14,3   | 60-74 ans    | 15,9   |
| 19,8   | 45-59 ans    | 16,7   |
| 21,3   | 30-44 ans    | 26,4   |
| 17,1   | 15-29 ans    | 15,9   |
| 24,4   | 0-14 ans     | 18,0   |

| Hommes | Classe d’âge | Femmes |
| ------ | ------------ | ------ |
| 0,5    | 90 ou +      | 1,4    |
| 5,5    | 75-89 ans    | 7,6    |
| 15,6   | 60-74 ans    | 16,3   |
| 20,8   | 45-59 ans    | 20     |
| 19,4   | 30-44 ans    | 19,4   |
| 17,6   | 15-29 ans    | 16,2   |
| 20,6   | 0-14 ans     | 19,1   |

## Culture locale et patrimoine

### Lieux et monuments
- Église de la Nativité (chœur du XIIe siècle, nef de 1767), constituée  d'une grande nef et de ses bas-côtés, réunis sous une même toiture et d'un chœur de deux travées. La décoration de l'église date du XIXe siècle et est représentative de l'idée que l'on se faisait à cette époque du Moyen Âge. L'église a conservé plusieurs statues d'art populaire, dont un Saint-Amand avec les dragons et une imposante et magnifique Vierge à l'Enfant, en pierre du XVIe siècle[36]

L'église de la Nativité
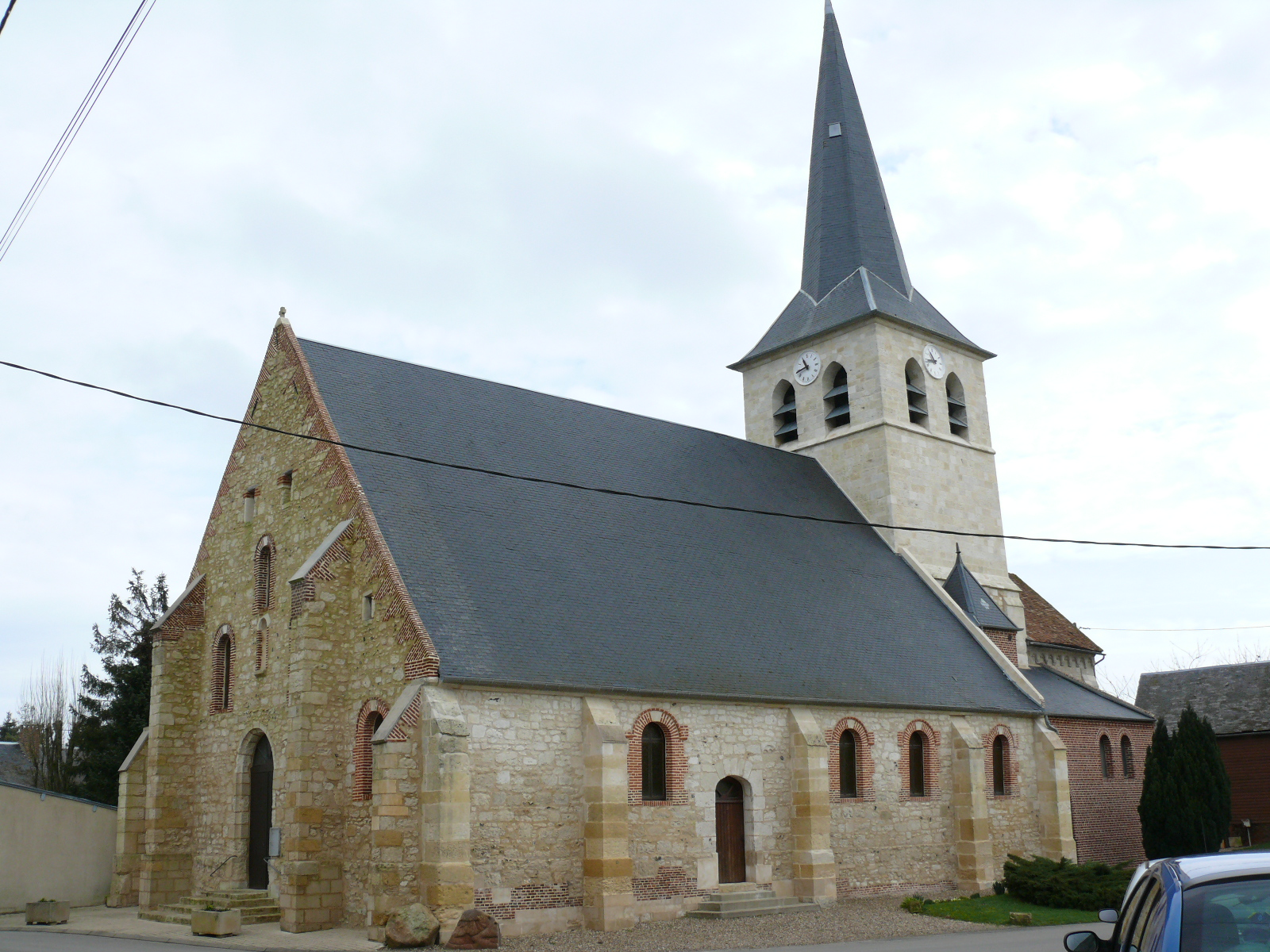
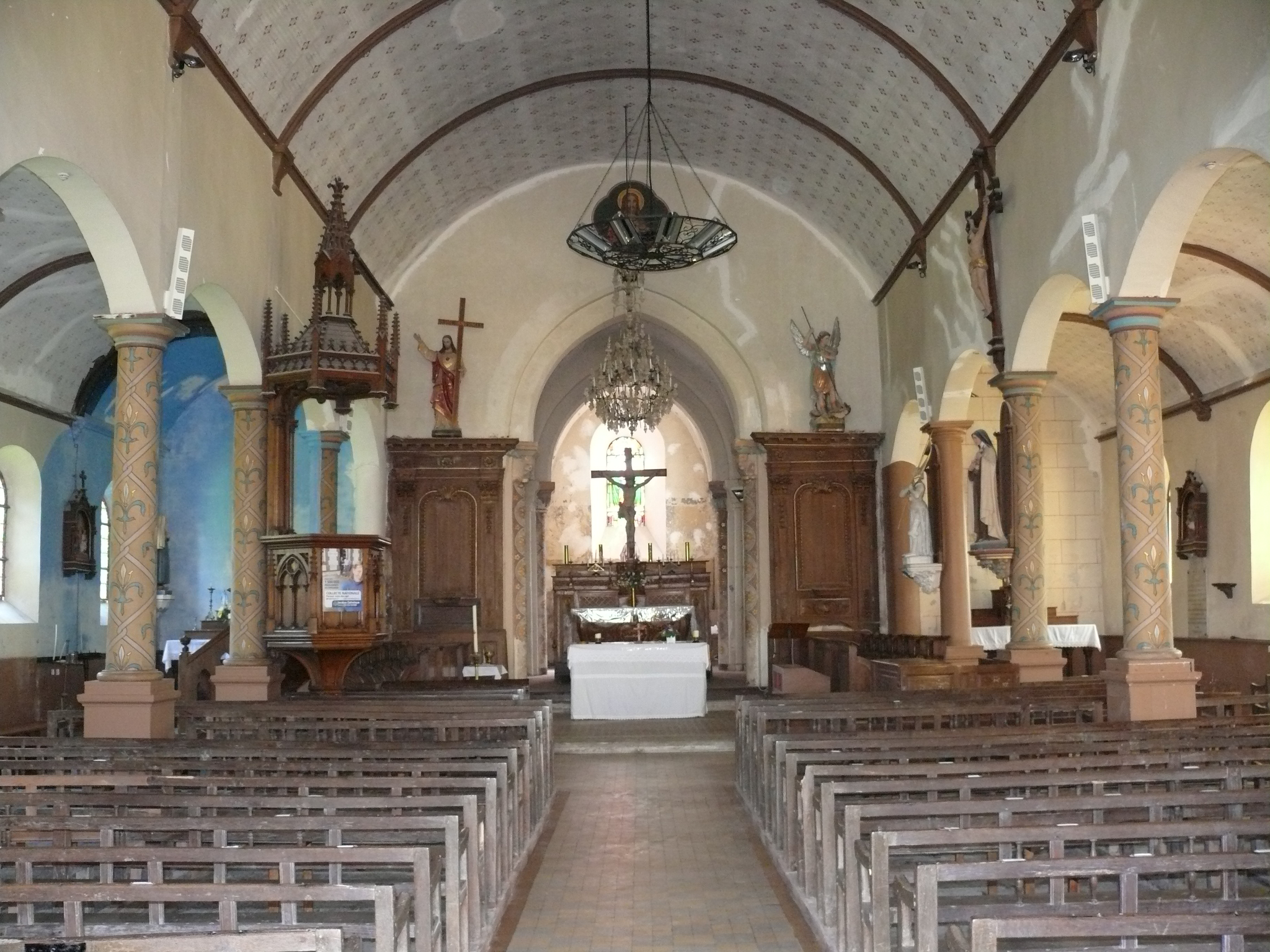
Intérieur de l'église de la Nativité.
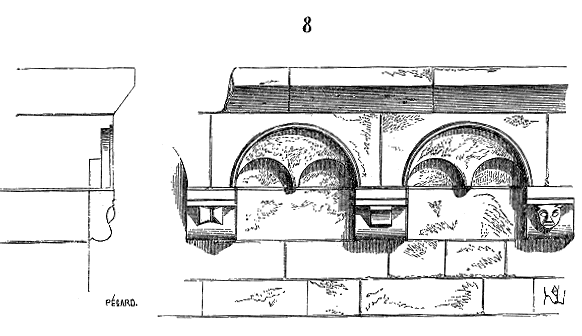
Une corniche du chœur de l'église, levée par Viollet-le-Duc.
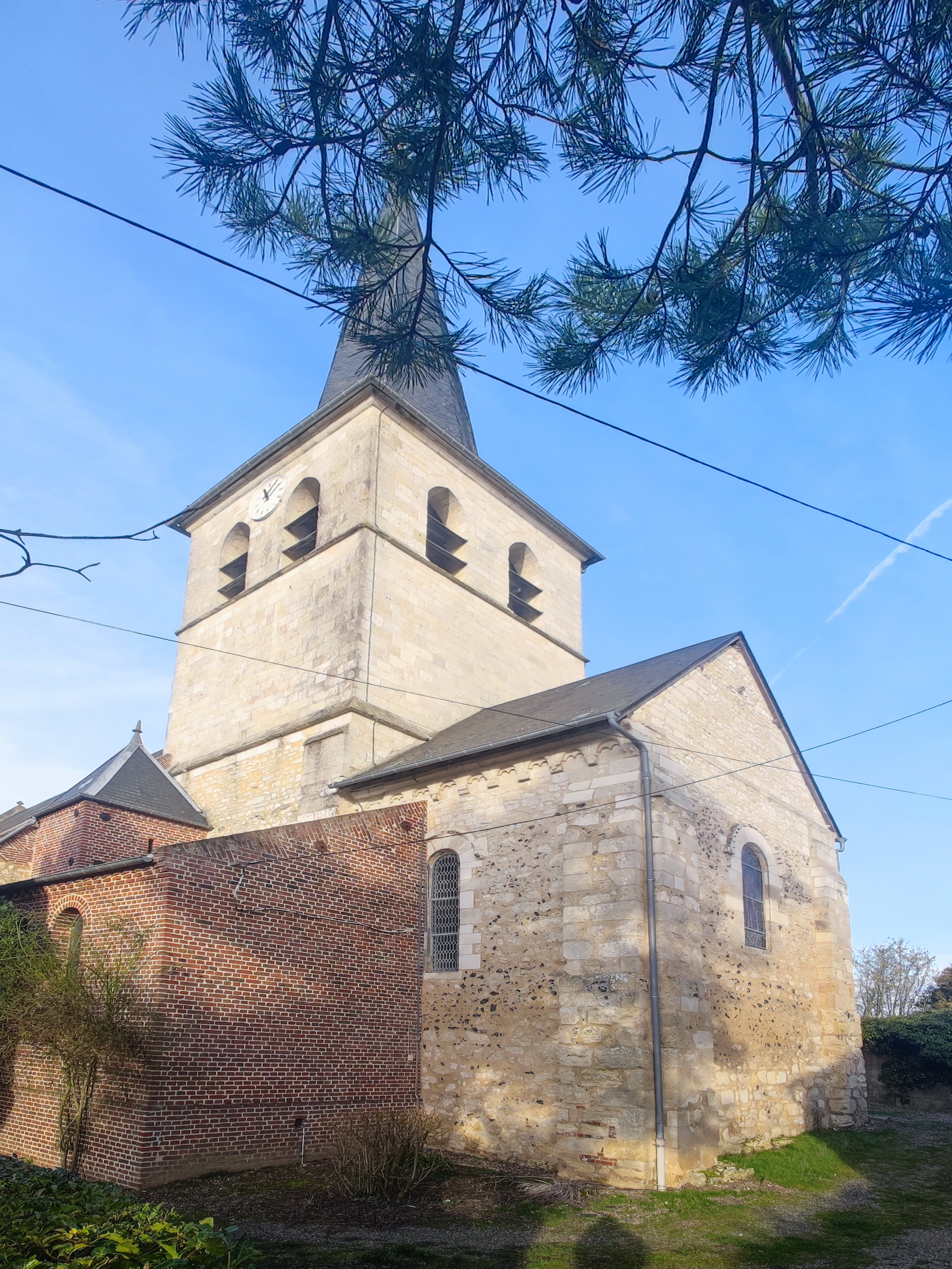
Le chœur et sa corniche, et le clocher.
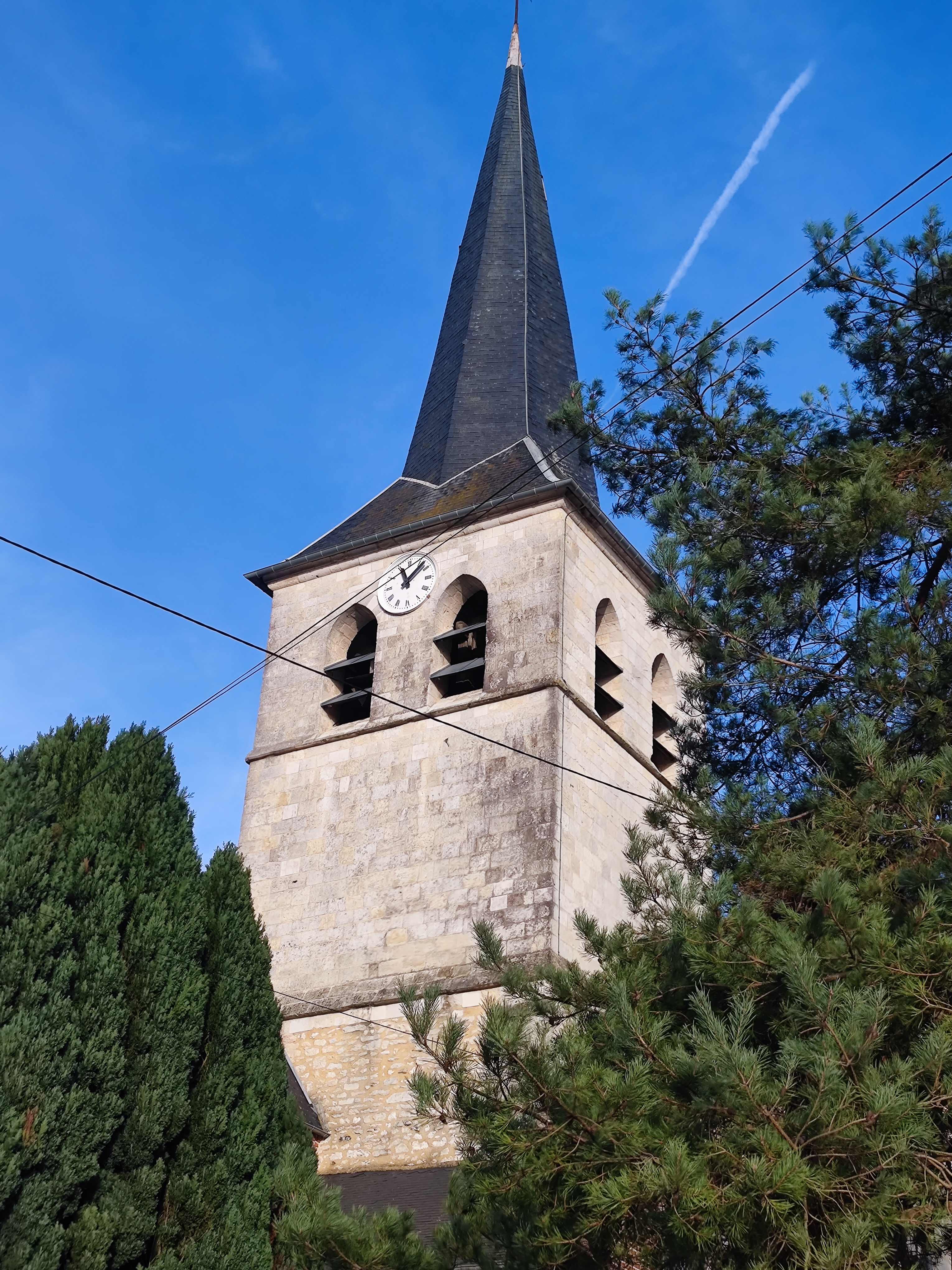
Le clocher.

- Chapelle Saint-Germain.

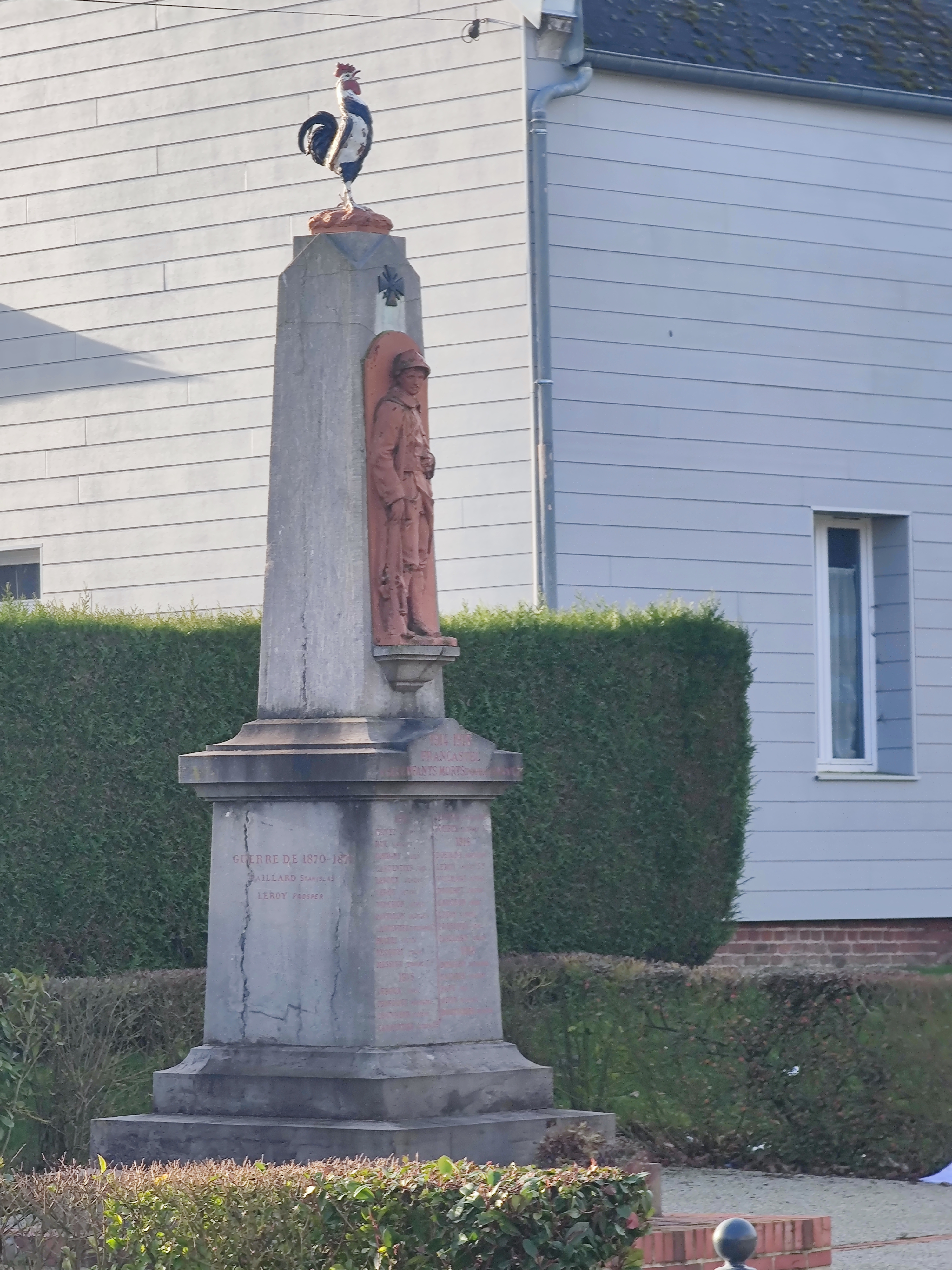
Le monument aux morts.

- Vestiges d'un donjon, inclus dans des constructions civiles
- Motte (au sud de l'église) du château détruit par Charles le Téméraire après son échec à Beauvais, constituée par les déblais des souterrains refuges. Une légende populaire relatée au début du XIXe siècle indique que les souterrains du château communiqueraient  avec les anciennes forteresses de Froissy, Fontaine-Lavaganne, Crevecœur-le-Grand, etc.[1].